# 栃木県を舞台とした作品一覧
栃木県を舞台とした作品一覧（とちぎけんをぶたいとしたさくひんいちらん）では、栃木県内をモチーフあるいはロケーション撮影地にした小説、映画、テレビドラマ等を記述する。

## 文芸・小説
- 愛と哀しみの墓標（西村京太郎）
- 足利尊氏（童門冬二）
- 足利尊氏（村上元三）
- 伊豆河津七滝に消えた女「鬼怒川心中事件」（西村京太郎）
- 遠雷（立松和平）
- 梅屋の梅（田山花袋）
- 奥日光殺人事件（和久峻三）
- オサムの朝（森敦）
- 男たちは北へ（風間一輝）
- 怪殺日光・戦場ヶ原（梓林太郎）
- 火車 （宮部みゆき）
- 風の視線（松本清張）
- かんづかさ弐～渦つ神の社（くしまちみなと）
- 金色夜叉（尾崎紅葉
- 鬼怒川（有吉佐和子）
- QED 東照宮の怨（高田崇史）
- 吸血鬼（江戸川乱歩）
- くじけないで（柴田トヨ）
- 幻香（内田康夫）
- 神戸中禅寺湖殺人ライン（石川真介）
- 猿が啼くとき人が死ぬ（西村京太郎）
- SROⅡ 死の天使（富樫倫太郎）
- 塩原殺人行（草野唯雄）
- 私本太平記（吉川英治）
- 新婚旅行殺人事件（西村京太郎）
- 神州魑魅変（谷恒生）
- 新太平記（山岡荘八）
- 田中正造を追え（日向康）
- 中禅寺湖心中事件（森村誠一）
- 電車で行こう!（豊田巧）
- 那須少年記（森詠）
- 日光・鬼怒川殺人事件（梓林太郎）
- 日光・鬼怒川殺人ルート（西村京太郎）
- 日光殺人事件（内田康夫）
- 日光霊ライン殺人事件（荒巻義雄）
- 果てなき旅（日向康）
- 春、バニーズで（吉田修一）
- Vの悲劇（阿刀田高）
- ぼくたちと駐在さんの700日戦争（くろわっ）
- 檸檬のころ（豊島ミホ）
- わるいやつら（松本清張）

## 古典・紀行・随筆
- 奥の細道（松尾芭蕉）
- 時刻表2万キロ（宮脇俊三）
- 太平記
- 南総里見八犬伝（曲亭馬琴）
- 日本百名山（深田久弥）
- 花の百名山（田中澄江）

## 映画
- 宇宙大怪獣ギララ
- SRサイタマノラッパー ロードサイドの逃亡者
- エレキの若大将
- わるいやつら
- 大木家のたのしい旅行 新婚地獄篇
- 男はつらいよ 寅次郎の縁談
- 火車
- ガメラ2 レギオン襲来
- 傷だらけの悪魔
- キスできる餃子
- キングコング対ゴジラ
- くじけないで
- ゲゲゲの鬼太郎 最強妖怪軍団!日本上陸!!
- サザエさんの結婚
- 昭和残侠伝 唐獅子牡丹
- 大巨獣ガッパ
- 地球防衛軍 (映画)
- ディアーディアー
- 天使のウィンク 日光猿軍団
- 劇場版TRICK 霊能力者バトルロイヤル
- 那須少年記
- バニラボーイ トゥモロー・イズ・アナザー・デイ
- 秒速5センチメートル
- フレフレ少女
- ぼくたちと駐在さんの700日戦争
- ラブ・ストーリーを君に
- 襤褸の旗
- 檸檬のころ

## テレビドラマ
- 足尾から来た女
- 温泉女将ふたりの事件簿
- 開拓者たち
- 火車
- 風、薫る
- さわやか3組
- 水球ヤンキース
- 太平記
- 天うらら
- 転勤判事
- 天山先生本日も多忙
- にんげんだもの -相田みつを物語-
- はばたけ6年
- ホテルマン 東堂克生の事件ファイル 日光鬼怒川温泉殺人事件
- ライドライドライド
- 悪女
- 松本清張スペシャル わるいやつら
- 松本清張特別企画 わるいやつら

## 舞台・演芸
- 鉢木
- 牡丹灯籠（三遊亭圓朝）

## 漫画
- 足利アナーキー
- いっぱしマン
- お前はまだグンマを知らない
- 傷だらけの悪魔
- ゴクジョッ。〜極楽院女子高寮物語〜
- ススメ!栃木部
- 太平記（横山まさみち）
- × ―ペケ―
- まろに☆えーる
- もっけ
- ヨスガノソラ
- ロンタイBABY
- 私のおウチはHON屋さん

## テレビアニメ
- お前はまだグンマを知らない
- まろに☆えーる
- もっけ
- UFOロボ グレンダイザー
- ヨスガノソラ
- プラオレ!〜PRIDE OF ORANGE〜
- 愚かな天使は悪魔と踊る
- ざつ旅-That's Journey-

## OVA
- 茄子 スーツケースの渡り鳥

## ラジオ
- 幕末の絵師 田崎早雲（NHK-FM FMシアター）
- まろに☆えーる

## ゲーム
- 街道バトル 〜日光・榛名・六甲・箱根〜
- ときめきメモリアル4
- ヨスガノソラ

## 音楽
- オリオン通り
- まろに☆えーる(CD)
- 渡良瀬橋 (曲)